# Bandnässla
Bandnässla (Urtica membranacea) är en nässelväxtart som beskrevs av Jean Louis Marie Poiret. Enligt Catalogue of Life ingår Bandnässla i släktet nässlor och familjen nässelväxter, men enligt Dyntaxa är tillhörigheten istället släktet nässlor och familjen nässelväxter. Arten förekommer tillfälligt i Sverige, men reproducerar sig inte. Inga underarter finns listade i Catalogue of Life.